# Chaoyangmen (metropolitana di Pechino)
Chaoyangmen (in cinese: 朝阳门站S, Cháoyángmén zhànP) è una stazione della linea 2 e della linea 6 della metropolitana di Pechino.
La stazione prende il nome da Chaoyangmen, una delle antiche porte sulle cinta murarie di Pechino, demolita durante gli anni '60, nel corso di una vasta campagna di modernizzazione urbana, per far posto a quella che sarebbe diventata la seconda tangenziale urbana della città.

## Storia

### Linea 2
Nel 1965, il Comitato Centrale del Partito Comunista Cinese approvò il Rapporto sulla costruzione della metropolitana di Pechino, che definiva chiaramente il piano per realizzare le prime stazioni della metropolitana. Tra queste figurava anche la stazione di Chaoyangmen.
Il 15 gennaio 1971 aprì al pubblico la linea della prima fase della metropolitana di Pechino, nella tratta tra la stazione di Gongzhufen (oggi linea 1) e la stazione ferroviaria di Pechino Centrale (oggi parte della linea 2). In questa fase, la stazione di Chaoyangmen non faceva parte dei progetti precedenti, ma era inclusa nella cosiddetta seconda fase della metropolitana di Pechino. Nel marzo successivo, infatti, iniziarono i lavori di realizzazione della stazione di Chaoyangmen.
Il 20 settembre 1984 la stazione fu ufficialmente aperta al pubblico, entrando in funzione come stazione della linea della seconda fase (oggi linea 2). La linea operava lungo il secondo anello ferroviario nella sua sezione occidentale, settentrionale e orientale con un percorso a forma di "ferro di cavallo" e copriva il tratto tra le stazioni di Fuxingmen e Jianguomen, con un totale di 12 fermate e una lunghezza di 16,1 km.
Il 24 dicembre 1987, poiché il percorso ad anello della linea della seconda fase era ormai concluso, le due linee vennero riorganizzate e rinominate in linea 1 e linea circolare. La stazione di Chaoyangmen rientrò nella competenza della linea circolare.
Il 1° gennaio 2002 la "linea circolare della metropolitana di Pechino" viene ufficialmente ridenominata linea 2.

### Linea 6
Nel maggio 2007, è stata avviata la progettazione delle opere relative alla stazione di Chaoyangmen della linea 6. Nell’ottobre dello stesso anno, la Commissione per la pianificazione urbana di Pechino ha approvato il piano urbanistico della stazione per la linea 6.
Nel febbraio 2008, gli esperti approvarono una soluzione di scambio a forma di “croce” per collegare la stazione della linea 2 e la linea 6. Nel ottobre successivo, però, a causa dei rischi elevati, il progetto è stato modificato in una soluzione di scambio a forma di “T” e con metodo di scavo a cielo aperto.
Nel gennaio 2009 sono iniziati i lavori di scavo e di realizzazione della galleria e della stazione della linea 6 di Chaoyangmen, attuando però il metodo di scavo tradizionale e non a cielo aperto per via della composizione del terreno.
Il 30 dicembre 2012, la stazione Chaoyangmen è stata ufficialmente collegata alla linea 6 della metropolitana di Pechino, diventando una stazione di interscambio con la linea 2.

## Posizione
La stazione Chaoyangmen si trova al confine tra il distretto di Dongcheng e il distretto di Chaoyang, nella zona orientale del centro di Pechino. La stazione è stata costruita sotto il ponte di Chaoyangmen, dove passa il secondo anello autostradale, all’incrocio tra Chaoyangmen Inner Street e Chaoyangmen Outer Street.
La stazione della linea 6 è disposta in direzione est-ovest, lungo Chaoyangmen Inner Street, mentre la stazione della linea 2 è disposta in direzione nord-sud lungo il secondo anello.

## Struttura e impianti
La stazione Chaoyangmen della linea 2 si sviluppa su due livelli sotterranei. Il primo piano interrato accoglie gli atrii: sul lato nord si trova l’ingresso A, dedicato alle operazioni di entrata e uscita, mentre il lato sud è riservato ai passeggeri in transito che devono cambiare linea. Al secondo piano interrato si trova la banchina a isola, con i binari disposti ai lati: quello est è destinato ai treni diretti verso Dongsi Shitiao, mentre quello ovest serve i treni in direzione Jianguomen. Al centro della banchina sono collocate le scale che collegano direttamente al livello superiore, consentendo ai passeggeri di accedere ai corridoi di trasferimento.

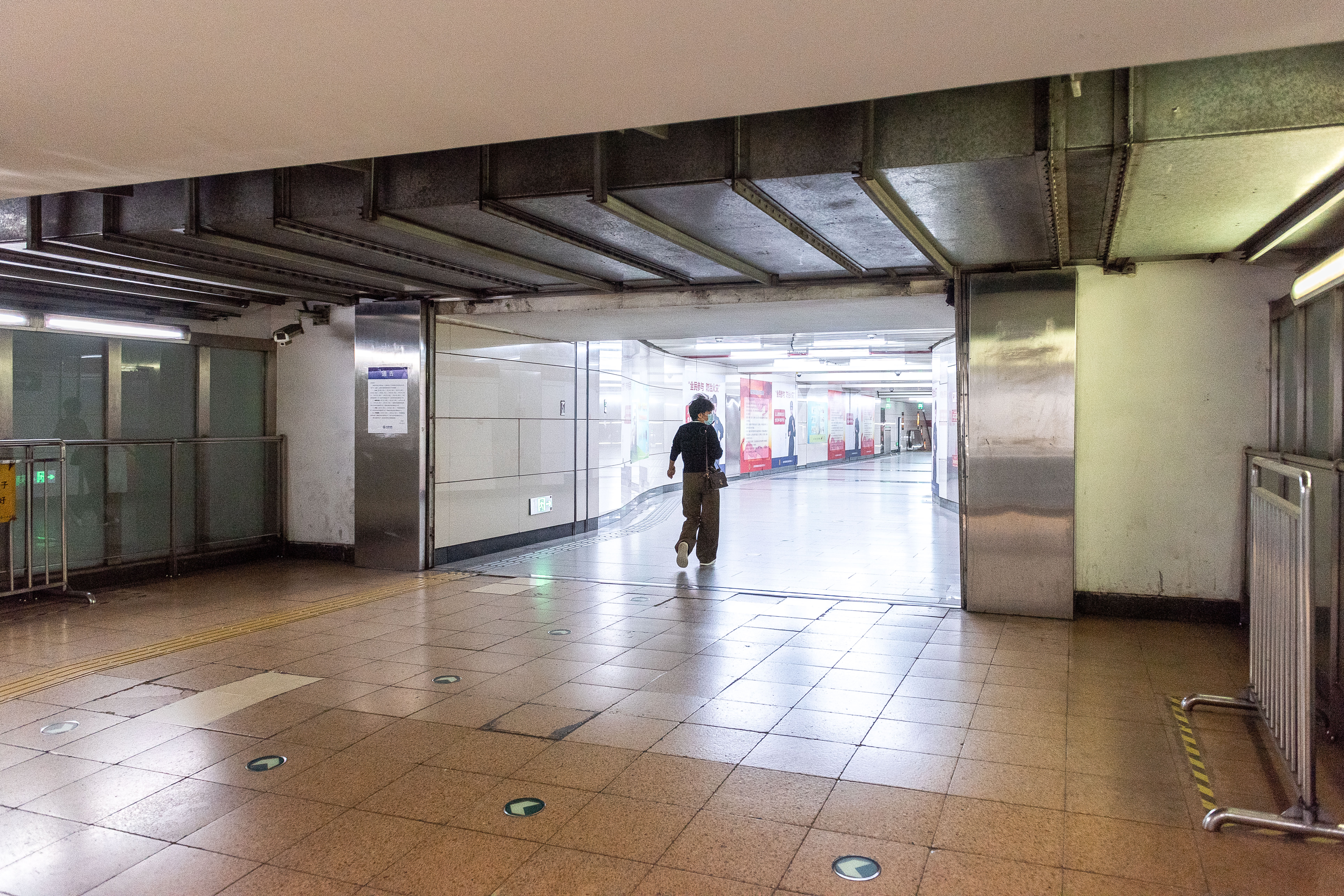
Corridoio di collegamento tra la linea 2 e la linea 6.

Anche la stazione della linea 6 è strutturata su due livelli sotterranei, caratterizzati da una struttura a doppia fila di colonne, tre campate e archi con pareti circolari. Il primo piano interrato ospita un atrio a pianta aperta, con la zona a pagamento leggermente spostata verso est. Da qui, quattro scale mobili e un ascensore consentono il collegamento diretto con il secondo piano interrato, dove si trova la banchina a isola. Il lato nord è riservato ai treni diretti a Jin’anqiao, mentre il lato sud a quelli per Lucheng. Ai lati nord e sud dell’atrio sono presenti due aree di trasferimento, collegate a loro volta al corridoio di scambio situato sul lato est.
Per quanto riguarda l'interscambio, le due stazioni si incrociano in pianta formando una T, sfruttando sia corridoi sotterranei che collegamenti attraverso gli atri. Da nord a sud si sviluppano tre corridoi di trasferimento. I passeggeri che dalla linea 2 intendono raggiungere la linea 6 possono salire tramite le scale posizionate al centro della banchina, raggiungendo il corridoio centrale che conduce all’atrio della linea 6. Viceversa, chi dalla linea 6 deve trasferirsi alla linea 2 può utilizzare le aree di trasferimento situate ai lati sud e nord dell’atrio, che permettono di accedere direttamente ai corridoi di collegamento.
La stazione presenta cinque accessi, indicati con le lettere A, E, F, G e H.

## Servizi
La stazione dispone di:
- Accessibilità per portatori di handicap (ingressi A e H)
- Ascensore
- Emettitrice automatica biglietti
- Scale mobili
- Servizi igienici
- Sportello automatico
- Stazione video sorvegliata
- Ufficio polizia

### Orari

#### Linea 2
Essendo una linea circolare, la linea 2 dispone di due percorsi concentrici che operano come segue:
- L'anello interno, da Jishuitan direzione Dongzhimen e Fuxingmen, con tratte ridotte che terminano a Xizhimen.
- L'anello esterno, da Xizhimen direzione Fuxingmen e Dongzhimen, con tratte ridotte che terminano a Jishuitan.

Per il servizio dell'anello interno, la prima corsa da Chaoyangmen parte alle 5:17 mentre l'ultimo treno che esegue il percorso completo è alle 22:32. Per le tratte ridotte, l'ultimo treno con destinazione finale Xizhimen è previsto alle 23:17.
Riguardo all'anello esterno, la prima corsa è alle 5:19 mentre l'ultimo treno che esegue il percorso completo è previsto alle 22:40. L'ultima corsa ridotta fino a Jishuitan parte da Chaoyangmen alle 23:25.

#### Linea 6
Verso il capolinea orientale di Lucheng, i treni da Chaoyangmen effettuano servizio dalle 5:48 alle 23:06. Alcuni treni effettuano una tratta ridotta fino alla stazione di Caofang, operativo fino alle 00:17. Nella direzione opposta, verso il capolinea occidentale di Jin'anqiao, i treni sono attivi dalle 5:19 alle 23:32. Vi sono anche servizi ridotti fino alla stazione di Haidian Wuluju, in funzione fino alle 00:12.

## Interscambi
- Fermata autobus